# Енергетична дипломатія Росії: економіка, політика, практика
Енергетична дипломатія Росії: економіка, політика, практика — найвідоміша книга дипломата Станіслава Жизніна.

## Зміст
Автор аналізує базові процеси у світової енергетики і оцінює потенціал Росії на міжнародних енергетичних ринках, розкриваючи геополітичні мотиви формування російської енергетичної дипломатії, «а також практичні аспекти стосунків Росії з провідними суб'єктами світової енергетичної політики на глобальному, регіональному і страновом рівнях» .
У книзі розглянуті засоби сучасної енергетичної дипломатії, а також освітлені особливості міжнародної діяльності провідних нафтових гігантів .
На сайті Московський державний інститут міжнародних відносин про роботу сказано :
Основна мета цієї книги — дати уявлення про енергетичну дипломатію як про новий функціональний напрям сучасної дипломатії. Головним завданням, поставленим автором, є допомога у формуванні у читачів чіткого образу сучасної міжнародної енергетичної політики і дипломатії, а також уявлення про проблеми і перспективи Росії і російських компаній в цій області.

## Видання
- російська версія книги — ISBN 5-903000-01-0
- англійська версія — ISBN 5-903000-04-3
- китайська версія книги — ISBN 7-01-005897-0 була представлена у рамках програми «Рік Росії в Китаї» [4].